# Philippe Braunstein

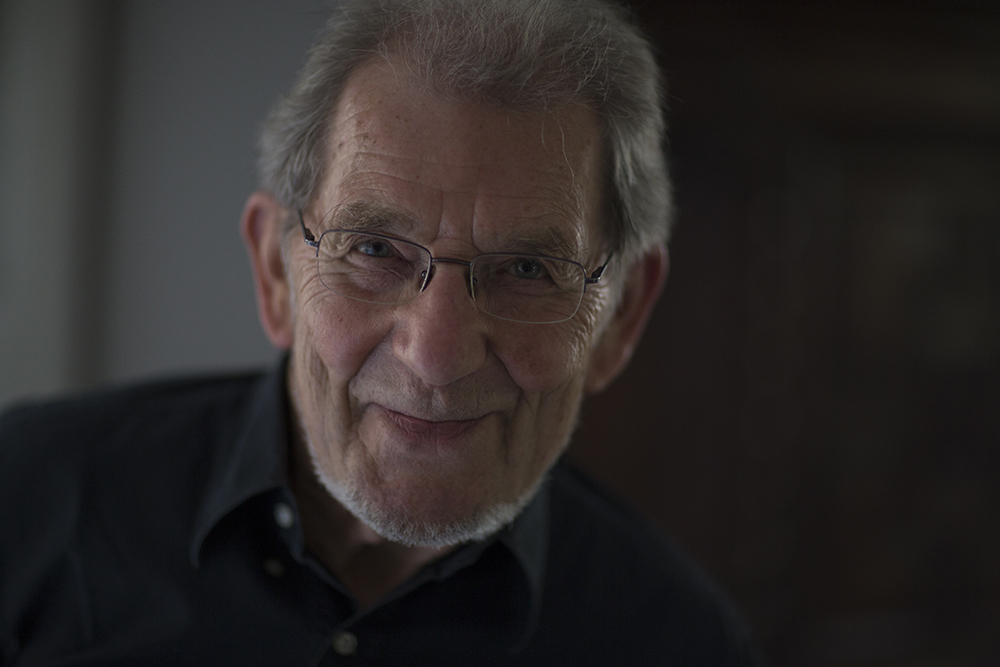
Philippe Braunstein, 2015

Philippe Braunstein (* 15. November 1933 in Grenoble) ist ein französischer Wirtschafts- und Sozialhistoriker mit den Schwerpunkten Spätmittelalter und Renaissance, Technik und Arbeit sowie Mentalitätsgeschichte.

## Leben
Braunstein studierte bis 1955 an der École normale supérieure. 1963 bis 1965 war er Mitglied der École française de Rome. Ab 1965 lehrte er an der École des hautes études en sciences sociales, ab 1967 als maître assistant, von 1982 bis zu seinem Ruhestand 2001 als directeur d'études, 1993 bis 1995 leitete er die Einrichtung.
1987/88 war Mitglied des Wissenschaftskollegs zu Berlin. Daneben gab er Gastvorlesungen an der Universität Bielefeld, dann Florenz und Prag.

## Schriften (Auswahl)
- Relation d’affaires entre Nurembergeois et Vénitiens à la fin du XIVe siècle, in: Mélanges d’Archéologie et d’Histoire publiés par l’École Française de Rome 76 (1964) 227–269
- Les entreprises minières en Vénétie au XVe siècle, in: Mélanges d’Archéologie et d’Histoire publiés par l’École Française de Rome 77 (1965) 529–607.
- Le commerce du fer à Venise au XVe siècle, in: Studi Veneziani 8 (1966) 267–302.
- Wirtschaftliche Beziehungen zwischen Nürnberg und Italien im Spätmittelalter, in: Beiträge zur Wirtschaftsgeschichte Nürnbergs 1 (1967) 377–406.
- mit Robert Delort: Venise, portrait historique d’une cité, Paris 1971.
- Remarques sur la population allemande de Venise à la fin du Moyen Age, in: Hans Georg Beck, Manassos Manoussacas, Agostino Pertusi (Hrsg.): Venezia, centro di mediazione fra oriente ed occidente (secoli XV-XVI). Aspetti e problemi 1, Venedig 1977, S. 233–243.
- Du nouveau sur l’activité des Fugger à Rome entre 1517 et 1527, in: Jürgen Schneider u. a. (Hrsg.): Wirtschaftskräfte und Wirtschaftswege. Festschrift für Hermann Kellenbenz. I: Mittelmeer und Kontinent, Stuttgart 1978, S. 657–676.
- mit Paul Benoît: Mines, carrières et métallurgie dans la France médiévale, Éd. du CNRS, Paris 1983.
- L'émergence de l'individu: approches de l'intimité, XIVe-XVe siècle, in: L’Histoire de la vie privée,  hrsg. von Georges Duby und Philippe Ariès, Bd. 2, Paris 1985, S. 526–619.
  - deutsch: Annäherungen an die Intimität, 14. und 15. Jahrhundert, in: Geschichte des privaten Lebens, hrsg. von Philippe Ariès und Georges Duby, Bd. 2, Frankfurt 1991, S. 513–552.
- De la montagne à Venise. les réseaux du bois au XVe siècle, in: Mélanges d’Archéologie et d’Histoire publiés par l’École Française de Rome 100, 1988, S. 761–799.
- Un banquier mis à nu. Autobiographie de Matthäus Schwarz, bourgeois d’Augsbourg, Gallimard, Paris 1992.
- Venise 1500. La puissance, la novation et la concorde : le triomphe du mythe, Editions Autrement, 1993.
- La sidérurgie alpine en Italie entre le XII° et le XVII° siècles, École Française de Rome, Rom 2001.
- Travail et entreprise au Moyen Âge, Brüssel 2003 (25 Artikel aus den Jahren 1983 bis 2001).
- Production et Travail dans les Villes à la fin du Moyen Age, in: Revista da Faculdade de Letras HISTÓRIA Porto, Serie III, 8 (2007) 11–23. (online, PDF)
- mit Luca Molà (Hrsg.): Il Rinascimento italiano e l’Europa. III. Produzione e tecniche, Costabissara, Treviso 2007.
- L’Oratoire du Louvre et les protestants parisiens, Labor et fides, 2011.
- Les Allemands à Venise (1380-1520) (= Bibliothèque des Écoles Françaises d'Athènes et de Rome, 372), École française de Rome, Rom 2016. ISBN 978-2-7283-1125-5